# Diga di Balçova
La diga di Balçova è una diga della Turchia. Si trova nella provincia di İzmir.